# Alexander Garcia
Alexander García, född 2 januari 1987, är en fotbollsspelare (målvakt) som spelar i Gamla Upsala SK, fostrad i Danmarks IF. Under säsongen 2007 fick García stå tre matcher i Sirius och under säsongen 2008 har han fått spela lite mer. Inför säsongen 2009 gick Garcia till nyblivna division 2-klubben Gamla Upsala SK. 